# Hyla felixarabica
Espèce
Hyla felixarabica est une espèce d'amphibiens de la famille des Hylidae.

## Répartition
Cette espèce se rencontre en Syrie, en Jordanie, en Israël, en Arabie saoudite et au Yémen.

## Taxinomie
Cette espèce a longtemps été confondue avec Hyla savignyi.

## Publication originale
- (en) Václav Gvozdík, Jirí Moravec, Cornelya Klutsch et Petr Kotlík, « Phylogeography of the Middle Eastern tree frogs (Hyla, Hylidae, Amphibia) as inferred from nuclear and mitochondrial DNA variation, with a description of a new species », Molecular Phylogenetics and Evolution, Academic Press et Elsevier, vol. 55, no 3,‎ 20 mars 2010, p. 1146-1166 (ISSN 1055-7903 et 1095-9513, PMID 20307673, DOI 10.1016/J.YMPEV.2010.03.015).